# Abelardo Farías
Abelardo Farías (Buenos Aires, Argentina; 3 de junio de 1908 - La Falda, Argentina; 31 de octubre de 1936) fue un joven actor, chansonnier y cantor argentino. Hermano del cómico Dringue Farías.

## Carrera
Hijo de una familia de actores, sus padres fueron Blanca Torterolo (hermande de María Teresa Torterolo, madre de los hermanos Podestá) y el primer actor Juan Farías. Sus hermanos fueron Juanita Farías (n. 1907), la actriz y vedette Cora Farías (n. 1910), María A. (Keka) (n. 1912) y el famoso comediante Dringue Farías (n. 1914), todos ellos artistas.
Comenzó integrando famosas compañías como la "Compañía de Dramas y Comedias Blanca Podestá".
Era un galán de gran simpatía y hermosa figura que lo llevaron a cumplir roles principales en los teatros porteños. Junto al actor y cancionista Amanda Las Heras, tuvieron la oportunidad de compartir reitaradas veces el escenario con obras musicales incorporados a elenco como el de Carca, donde interpretaron con bastante eficiencia los papeles protagónicos.

## Fallecimiento
Durante una temporada teatral en 1932 su estado de salud comenzó a deteriorarse por una grave enfermedad. Retirado del espectáculo falleció en las sierras cordobesas el 31 de octubre de 1936 donde se encontraba en busca de alivio a su mal. Abelardo tenía tan solo 28 años.

## Teatro
- 1923: La muchachada del centro, con Tita Merello, Elsa O'Connor, Sara Prósperi, Tito Lusiardo, Francisco Álvarez, Héctor Calcagno, Eduardo Sandrini, Juan Sarcione, Domingo Conte y Amanda Las Heras. Dirección de Francisco Canaro e Ivo Pelay. Estrenada en el Teatro Nacional.[2]
- 1926: La Princesita Vanidad, con Ida Delmas.
- 1928: Comedia de la Compañía de León Zárate, junto con Marcos Caplán y Alfredo Camiña, donde caracterizaban a los presidentes Hipólito Yrigoyen y Marcelo Torcuato de Alvear.
- 1929: Esta noche me emborracho, con la Compañía de Arturo De Bassi.
- 1930: Cuando son tres..., versión de Ivo Pelay y Luis César Amadori. Junto a Laura Pinillos, Amanda Las Heras y Zoraida Corbani. En el Teatro Maipo.[3]
- 1930: De la tapera al rascacielos, estrenada en el Teatro Cómico.
- 1931: Lo mejor es reír. Estrenado en el Teatro Maipo junto a Gladys Rizza.[4]
- 1931: Atención que me voy.
- 1932: La música del riachuelo.
- 1932: La historia del Tango.

## Temas interpretados
- El jardín del amor
- Rosa de amor